# Zasiłek okresowy
Zasiłek okresowy przysługuje w szczególności ze względu na długotrwałą chorobę, niepełnosprawność, bezrobocie, możliwość utrzymania lub nabycia uprawnień do świadczeń z innych systemów zabezpieczenia społecznego zgodnie z ustawą o pomocy społecznej:
- osobie samotnie gospodarującej, której dochód jest niższy od kryterium dochodowego osoby samotnie gospodarującej;
- rodzinie, której dochód jest niższy od kryterium dochodowego rodziny.

Zasiłek okresowy ustala się:
- w przypadku osoby samotnie gospodarującej – do wysokości różnicy między kryterium dochodowym osoby samotnie gospodarującej a dochodem tej osoby, z tym że kwota zasiłku nie może być wyższa niż 418 zł miesięcznie;
- w przypadku rodziny – do wysokości różnicy między kryterium dochodowym rodziny a dochodem tej rodziny.

Kwota zasiłku okresowego ustalona zgodnie z ust. 2 nie może być niższa niż 50% różnicy między:
- kryterium dochodowym osoby samotnie gospodarującej a dochodem tej osoby;
- kryterium dochodowym rodziny a dochodem tej rodziny.

Kwota zasiłku okresowego nie może być niższa niż 20 zł miesięcznie.
W przypadku podjęcia zatrudnienia przez osobę objętą kontraktem socjalnym pobierającą zasiłek okresowy, może być on wypłacany nadal niezależnie od dochodu, do dnia wynikającego z decyzji przyznającej zasiłek okresowy, nie dłużej jednak niż do 2 miesięcy od dnia, w którym osoba została zatrudniona. W tej sytuacji zasiłek okresowy jest wypłacany niezależnie od dochodu nie częściej niż raz na 2 lata.
Okres, na jaki jest przyznawany zasiłek okresowy, ustala ośrodek pomocy społecznej na podstawie okoliczności sprawy.
Rada gminy, w drodze uchwały, może podwyższyć minimalne kwoty zasiłku okresowego.

## Zasiłek okresowy na zasadach zwrotu
Zasiłek okresowy może być przyznany w szczególnie uzasadnionych przypadkach osobie albo rodzinie o dochodach przekraczających kryterium dochodowe, ale pod warunkiem zwrotu części lub całości kwoty zasiłku.